# 스노리 스투를루손
스노리 스투를루손(고대 노르드어: Snorri Sturluson, 아이슬란드어: Snorri Sturluson 스노리 스튀르들뤼손, 노르웨이어: Snorri Sturlason 스노리 스투를라손[*], 스웨덴어: Snorre Sturlasson 스노레 스투를라손[*], 1178년 ~ 1241년 9월 23일)은 아이슬란드의 시인·역사가·정치가이다. '스투를루손'은 성이 아니라 '스투를라(Sturla)의 아들(son)'이라는 뜻의 부칭(父稱)이므로 이름을 줄여 부를 때는 '스노리'라고 불러야 한다.
스노리는 《에길 사가》의 주인공 에길 스칼라그림손의 자손으로 두 차례에 걸쳐 아이슬란드의 의회인 알팅(Alþing)의 의장인 뢰그쇠귀마뒤르(Lögsögumaður; '법을 말하는 자') 자리를 지냈다. 오늘날에는 작가로서 더 잘 알려져 있는데 그는 《산문 에다》, 혹은 《스노리 에다》로도 알려져 있는 《신(新) 에다》와 《헤임스크링글라》를 집필하였다. 《신 에다》는 북유럽 신화와 고대 노르드 시(詩)에 관한 중요한 자료이고 《헤임스크링글라》는 초기 노르웨이 왕들에 대한 전설과 역사가 혼합되어있는 사가를 묶은 작품이다.
스노리는 노르웨이의 왕 하콘 하코나르손(Hakon Hakonarsson)에 대한 모반 기도에 관여했으나 실패한 것이 화근이 되어 레이캬홀트의 자택에서 암살되었다.